# TuWas – Stiftung für Gemeinsinn
Die TuWas – Stiftung für Gemeinsinn ist eine in Berlin 2013 errichtete rechtsfähige Stiftung des bürgerlichen Rechts, die sich als Förderstiftung der parteinahen Heinrich-Böll-Stiftung e. V. (hbs) versteht.

## Stiftungszweck
Zweck der Stiftung ist die Förderung der Bildung und Studentenhilfe, des demokratischen Staatswesens, des Umweltschutzes, der internationalen Gesinnung und der Völkerverständigung, der Kunst und Kultur, der Wissenschaft und Forschung, der Entwicklungszusammenarbeit, der Gleichberechtigung von Frauen und Männern sowie des bürgerschaftlichen Engagements zugunsten der vorgenannten gemeinnützigen Zwecke. Durch Spenden, Schenkungen, Vermächtnisse oder Testamentsspenden sowie Zustiftungen sollen die Ziele der Heinrich-Böll-Stiftung e. V. dauerhaft unterstützt werden.

## Geschichte
Die Stiftung wurde auf Initiative von Mitgliedern des Freundeskreises der Heinrich-Böll-Stiftung als Förderstiftung zur Heinrich-Böll-Stiftung gegründet. Grundidee ist, die dauerhafte, weltweite Förderung grüner Grundwerte wie Ökologie, Nachhaltigkeit, Demokratie, Menschenrechte und Geschlechterdemokratie über die ausschließlich zuwendungsfinanzierte politische Bildungsarbeit der hbs hinaus zu ermöglichen.
Auf diese Weise werden die Vorteile einer gemeinnützigen Stiftung für die Arbeit der hbs nutzbar gemacht. So ist es nun, wie bei anderen parteinahen Stiftungen auch, möglich, die Arbeit der hbs durch Zustiftungen dauerhaft zu unterstützen.

## Projekte
Im Jahr 2019 hat TuWas die Arbeit des deutsch-arabischen Kulturmagazins FANN gefördert, welches in 17 Ländern 127 freie Mitarbeiter hat. Im selben Jahr übernahm TuWas die Geschäfte für die Stiftung Frauen in Europa und fördert in diesem Rahmen u. a. ein Projekt mit dem Ziel, Frauen in ländlichen Gebieten Bosnien-Herzegowinas zu stärken sowie in der Türkei ein Filmfestival für Frauen. 2024 endete die Zusammenarbeit mit der Stiftung Frauen in Europa, da diese als verbrauchende Stiftung ihre Arbeit einstellte.

## Organe
Die Stiftung verfügt über einen vierköpfigen Vorstand sowie einen Beirat. Vorsitzende des Vorstandes ist Birgit Laubach, die von 2002 bis 2013 Geschäftsführerin der Heinrich-Böll-Stiftung e. V. war.

## Kapitalstock und Anlegekriterien
2013 verfügte die Stiftung über einen Kapitalstock von circa 80.000 Euro. Das Stiftungskapital wird nach ethischen, sozialen und ökologischen Kriterien angelegt.

## Mitgliedschaft
Seit 2021 ist die TuWas – Stiftung für Gemeinsinn Mitglied im informellen Netzwerk Wandelstiften.

## Präsidien
| Zeitraum | Vorstand | Beirat                                                                                            |
| -------- | --- | ------------------------------------------------------------------------------------------------- |
| 2013     | Jürgen Gneiting, Steffen Heizmann, Birgit Laubach (Vorsitzende des Vorstands), Maritta von Bieberstein Koch-Weser    | Helga Metzner, Armin Krejsa (Vorsitzender des Stiftungsbeirates), Tine Stein                      |
| 2016     | Jürgen Gneiting, Steffen Heizmann, Birgit Laubach (Vorsitzende des Vorstands), Maritta von Bieberstein Koch-Weser    | Helga Metzner, Armin Krejsa (Vorsitzender des Stiftungsbeirates), Birgit Meyer, Tine Stein        |
| 2017     | Franziska Brantner, Steffen Heizmann, Birgit Laubach (Vorsitzende des Vorstands), Maritta von Bieberstein Koch-Weser | Helga Metzner, Armin Krejsa (Vorsitzender des Stiftungsbeirates), Birgit Meyer, Tine Stein        |
| 2019     | Franziska Brantner, Steffen Heizmann, Birgit Laubach (Vorsitzende des Vorstands), Maritta von Bieberstein Koch-Weser | Helga Metzner, Armin Krejsa (Vorsitzender des Stiftungsbeirates), Birgit Meyer                    |
| 2020     | Franziska Brantner, Birgit Laubach (Vorsitzende des Vorstands), Antonie Katharina Nord, Michael Wedell               | Helga Metzner, Armin Krejsa (Vorsitzender des Stiftungsbeirates), Birgit Meyer                    |
| 2022     | N.N., Birgit Laubach (Vorsitzende des Vorstands), Antonie Katharina Nord, Michael Wedell                             | Helga Metzner, Armin Krejsa (Vorsitzender des Stiftungsbeirates), Birgit Meyer                    |
| 2023     | Marion Kraske, Birgit Laubach (Vorsitzende des Vorstands), Antonie Katharina Nord, Michael Wedell                    | Helga Metzner, Birgit Meyer, Armin Krejsa (Vorsitzender des Stiftungsbeirates), Klaus Linsenmeier |
| Zeitraum | Vorstand | Beirat                                                                                            |